# Potamon
Potamon (лат.) — род пресноводных крабов из семейства Potamidae, встречаются в ручьях, реках, озёрах или около них от Южной Европы до Южной Азии.

## Описание
Распространены в различных странах на побережье Средиземного моря и в Малой, Центральной и Южной Азии (до Индии). Мелкие крабы, например, длина тела Potamon fluviatile и вида Potamon ibericum около 5 см. Всеядные ракообразные. Potamon fluviatile включён в международный красный список МСОП, а вид Potamon ibericum кроме списка МСОП, занесён ещё и в Красную книгу Украины.
Выделяют около 20 видов.
- Potamon algeriense Bott, 1967
- Potamon bileki Pretzmann, 1971
- Potamon bilobatum Brandis, Storch & Türkay, 2000
- Potamon fluviatile (Herbst, 1785)
- Potamon gedrosianum Alcock, 1909
- Potamon hueceste Pretzmann, 1983
- Potamon ibericum (Bieberstein, 1808)
- Potamon magnum Pretzmann, 1962
- Potamon mesopotamicum Pretzmann, 1962
- Potamon monticola Alcock, 1910
- Potamon pelops Jesse et al., 2010
- Potamon persicum Pretzmann, 1962
- Potamon potamios (Olivier, 1804)
- Potamon rhodium Parisi, 1913
- Potamon ruttneri Pretzmann, 1962
- Potamon setigerum Rathbun, 1904
- Potamon strouhali Pretzmann, 1962
- Potamon transcaspicum Pretzmann, 1962

Многие таксоны из Индокитая (более 90 видов и подвидов), оригинально описанные в составе рода Potamon, позднее были выделены из него и помещены в другие таксоны, такие как Himalayapotamon, Takpotamon, Alcomon (Potaminae), Aspermon, Badistemon, Beccumon, Doimon, Eosamon, Indochinamon, Inlethelphusa, Iomon, Kempamon, Kukrimon, Megacephalomon, Planumon, Pupamon, Quadramon, Setosamon, Shanphusa и Teretamon (Potamiscinae) и 8 ранее описанных родов (Acanthopotamon Kemp, 1918, Lohothelphusa Bouvier, 1917, Paratelphusula Alcock, 1909 (Potaminae), Neolamaudia Türkay & Naiyanetr, 1987, Pilosamon Ng, 1996, Stelomon Yeo & Naiyanetr, 2000, Vietopotamon Dang & Ho, 2002, и Villopotamon Dang & Ho, 2003 (Potamiscinae)).